# Vesele, Tokmak
Vesele (în ucraineană Веселе) este un sat în comuna Novomîkolaiivka din raionul Tokmak, regiunea Zaporijjea, Ucraina.

## Demografie
Componența lingvistică a localității Vesele
     Ucraineană (85,12%)
     Rusă (14,65%)
     Alte limbi (0,23%)
Conform recensământului din 2001, majoritatea populației localității Vesele era vorbitoare de ucraineană (85,12%), existând în minoritate și vorbitori de rusă (14,65%).